# Klara i słońce
Klara i słońce (tyt. oryginału Klara and the Sun) – powieść z 2021 roku autorstwa Kazuo Ishigury, pierwsza po otrzymaniu przezeń Nagrody Nobla w 2017; po polsku wydana w 2021 nakładem wydawnictwa Albatros (tłum. Andrzej Szulc). Nominowana do Nagrody Bookera (długa lista).
Akcja powieści rozgrywa się w dystopijnym świecie, w którym dzieci są poddawane zabiegowi korekcji genetycznej w celu zwiększenia ich zdolności umysłowych. Te, które zabiegu nie przeszły, mają nikłą szansę na otrzymanie formalnego wykształcenia. W lepiej sytuowanych rodzinach dzieci mają do towarzystwa humanoidy określane mianem Sztucznych Przyjaciół.

## Treść
Narratorką książki jest Sztuczna Przyjaciółka o imieniu Klara, która okazuje się nie tylko bardzo spostrzegawczym i zdolnym do wyciągania wniosków humanoidem, ale również posiada umiejętność empatii. Obserwuje świat ludzi z witryny sklepu, w którym wraz z innymi humanoidami czeka nabywcę. Ze względu na swój niezwykły zmysł obserwacji jest faworyzowana przez Kierowniczkę sklepu.
Humanoidy zasilane są energią słoneczną; Klara darzy słońce wielką czcią i wierzy, że również ludzie są zależni od jego życiodajnych własności. Dlatego nienawidzi remontującej ulicę Maszyny Cootingsa, która powoduje zanieczyszczenie powietrza blokujące promienie słoneczne.
Klara jako humanoid starszego typu przez dłuższy czas nie znajduje nabywcy, tym bardziej, że Kierowniczka robi wszystko, by zachować ją dla bladej i chudej dziewczynki o imieniu Josie, która kilkakrotnie oglądała Klarę na wystawie i zapewniała, że po nią wróci. Ale czas mija, a dziewczynka nie pojawia się. Kiedy wydaje się pewne, że zmieniła zamiar, co często zdarza się ludziom, jak tłumaczy Klarze Kierowniczka, do sklepu wchodzi Josie z matką. Kupują Klarę, choć matka próbuje przekonać córkę do kupna Sztucznej Przyjaciółki nowszego typu.  
Klara przebywa teraz w domu Josie. Pilnie obserwuje domowników, czyli Josie, jej matkę i gosposię, poznaje ich zwyczaje. Czternastoletnia Josie jest uczuciowo związana z mieszkającym po sąsiedzku Rickiem, z którym przyjaźni się od wczesnego dzieciństwa. Niestety Rick nie należy do dzieci „skorygowanych”. Jego nieco ekscentryczna matka bardzo ubolewa nad tym, że jej syn, choć bardzo zdolny, nie ma prawa studiować.
Josie często zapada na zdrowiu. Choroba Josie jest przypuszczalnie skutkiem nieudanej korekcji genetycznej; jej siostra zmarła na podobną chorobę jeszcze przed jej urodzeniem. Gdy stan Josie ulega pogorszeniu, Klara postanawia zwrócić się do życiodajnego Słońca o pomoc. W tym celu udaje się (z pomocą Ricka, bo nie jest przystosowana do chodzenia po nierównym gruncie) do stodoły na odległym polu, w której, jak wynika z jej obserwacji, Słońce udaje się na nocny spoczynek.  Tam składa obietnicę, że zniszczy maszynę zanieczyszczającą powietrze.
Matka od czasu do czasu zawozi Josie do pracowni pewnego Artysty, by córka pozowała mu do portretu. Tym razem towarzyszy im mieszkający w mieście ojciec Josie, który nie kryje swego wrogiego stosunku do Artysty i jego działań. Klara odkrywa, że liczne fotografie, które Artysta wykonuje nieświadomej niczego Josie, mają posłużyć mu do dokładnego odwzorowania jej ciała. Obiecał on Matce, że jeśli Josie umrze, to upodobni do niej Klarę, tak, by Matka mogła mieć złudzenie, że jej córka nadal żyje.    
Przy następnej wizycie w mieście Klara podejmuje próbę zniszczenia Maszyny Cootingsa. Wymaga to pobrania z jej głowy substancji o nazwie P-E-G 9 (w czym pomaga jej ojciec Josie), choć grozi to zaburzeniami w jej funkcjonowaniu. Jest zdruzgotana, gdy odkrywa, że Maszyn Cootingsa jest wiele, a ta, którą zniszczyła, należała do stosunkowo mało szkodliwych.
Tymczasem stan zdrowia Josie ulega dalszemu pogorszeniu. Klara wraca do stodoły, by ponownie prosić Słońce o uratowanie dziewczynki. Powołuje się na miłość łączącą Josie z Rickiem. Kilka dni później, kiedy bliska śmierci Josie śpi w zaciemnionym pokoju, Klara z niezwykłą u humanoidów stanowczością domaga się, by odsłonięto tam okna. Do pokoju wpadają promienie słoneczne, prosto na twarz dziewczynki. Josie budzi się i od tego momentu stan jej zdrowia poprawia się.  
Zdrowa Josie spędza coraz więcej czasu z rówieśnicami, stopniowo oddalając się od Ricka, co martwi Klarę. Rick jednak przekonuje ją, że część tej miłości, jaką czuli do siebie z Josie, zostanie z nimi na zawsze. Pożegnawszy się z Klarą, Josie wyjeżdża na studia. Klara nie jest już w tym domu nikomu potrzebna.
Ostatecznie Klara trafia na złomowisko starych, zepsutych humanoidów. Nie będąc w stanie chodzić, z daleka tylko obserwuje otoczenie. Któregoś dnia trafia tam na nią Kierowniczka. Twierdzi, że często o niej myślała. Klara opowiada jej o swoim pobycie w domu Josie i o tym, jak Słońce uratowało Josie od śmierci.